# Borzymów
Borzymów is een plaats in het Poolse district  Staszowski, woiwodschap Święty Krzyż. De plaats maakt deel uit van de gemeente Oleśnica en telt 380 inwoners.